# Warmtemachine
Een warmtemachine of een warmtemotor is een machine die mechanische arbeid levert door warmte van hoge temperatuur naar lage temperatuur te laten stromen. 
Niet alle warmte kan omgezet worden in mechanische arbeid. Dat komt doordat volgens de Tweede Hoofdwet van de thermodynamica de totale entropieverandering (van de warmtemachine en zijn omgeving) groter moet zijn dan nul bij dit proces van warmte-omzetting in arbeid. Het energierendement is dus altijd kleiner dan 100%. De Fransman Sadi Carnot publiceerde in 1825 de formule waarmee het theoretisch maximaal haalbare rendement uitgerekend kon worden:
{\displaystyle {\textrm {rendement}}={\frac {(T_{\textrm {hoog}}-T_{\textrm {laag}})}{T_{\textrm {hoog}}}}}
De temperaturen zijn hierbij uitgedrukt als absolute temperatuur, doorgaans in kelvin.
In de praktijk zal een warmtemachine een lager rendement hebben, als gevolg van wrijving in de machine en irreversibele expansie van gassen in de machine. Een denkbeeldige machine die het bovenstaande energetisch rendement realiseert, opereert volgens de carnotcyclus.

## Voorbeelden van warmtemachines
- Stoommachine
- Stirlingmotor

Bij deze twee kan de warmte afkomstig zijn van verbranding, maar bijvoorbeeld ook van een warmte leverende kernsplijtingsreactor of van geconcentreerde zonnestraling.
- Benzinemotor
- Dieselmotor
- Gasturbine

Deze drie zijn voorbeelden van interne verbrandingsmotoren waarbij de warmte leverende verbranding in de machine zelf plaatsvindt.
- Drinkend vogeltje